# Matka Michitsuny
Matka Michitsuny (jap. 道綱母 Michitsuna no haha; ur. około 937, zm. około 995) – japońska poetka, tworząca w okresie Heian. Zaliczana do Trzydziestu Sześciu Średniowiecznych Mistrzów Poezji i Trzydziestu Sześciu Mistrzyń Poezji. 
Córka urzędnika Fujiwary no Tomoyasu. W 954 poślubiła (jako druga żona) Fujiwarę no Kaneie. Rok później urodziła Michitsunę, od którego powstał jej przydomek. Zdobyła uznanie jako poetka; w 969 została poproszona o skomponowanie wiersza na 50. urodziny Fujiwary no Morotady. Brała udział w konkursach poetyckich organizowanych przez cesarza Kazana i księcia Okisadę. 
Znana przede wszystkim z autobiograficznego Dziennika ulotnych chwil. Jeden z jej wierszy opublikowany został w Ogura Hyakunin-isshu. Poezje Matki Michitsuny zostały zebrane (prawdopodobnie pośmiertnie) w krótkim zbiorze dołączanym do niektórych wydań Dziennika ulotnych chwil. 36 waka jej autorstwa zamieszczono również w cesarskich antologiach poezji, m.in. Shūi wakashū i Shinsenzai wakashū.